# Ibrahim ibn Ilyas
 (novembre 2024).
Si vous disposez d'ouvrages ou d'articles de référence ou si vous connaissez des sites web de qualité traitant du thème abordé ici, merci de compléter l'article en donnant les références utiles à sa vérifiabilité et en les liant à la section « Notes et références ».
Ibrahim ibn Ilyas est un dirigeant Samanide d'Herat (856-c. 867). Il était le fils d'Ilyas.
À la suite de la mort de son père en 856, Ibrahim se voit confier la direction de la ville d'Herat. Il deviendra plus tard un chef militaire pour le compte du gouverneur Tahiride du Khorassan, Muhammad ibn Tahir. Ibrahim est envoyé par Muhammad pour combattre le puissant Saffaride Ya'qûb bin Layth en 867. Ayant été défait près de Pushang, il conseille Muhammad de négocier un compromis avec le Saffaride. Cependant le conflit entre les deux parties continue, et plus tard Ibrahim est capturé par les Saffarides à Nishapur et envoyé au Sistan. Les Tahirides assument alors directement le contrôle sur Herat.